# La Hague

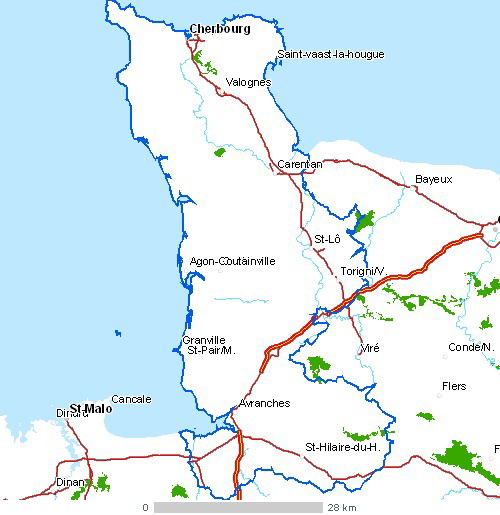
Halvön Cotentin. La Hague är udden längst i nordväst.

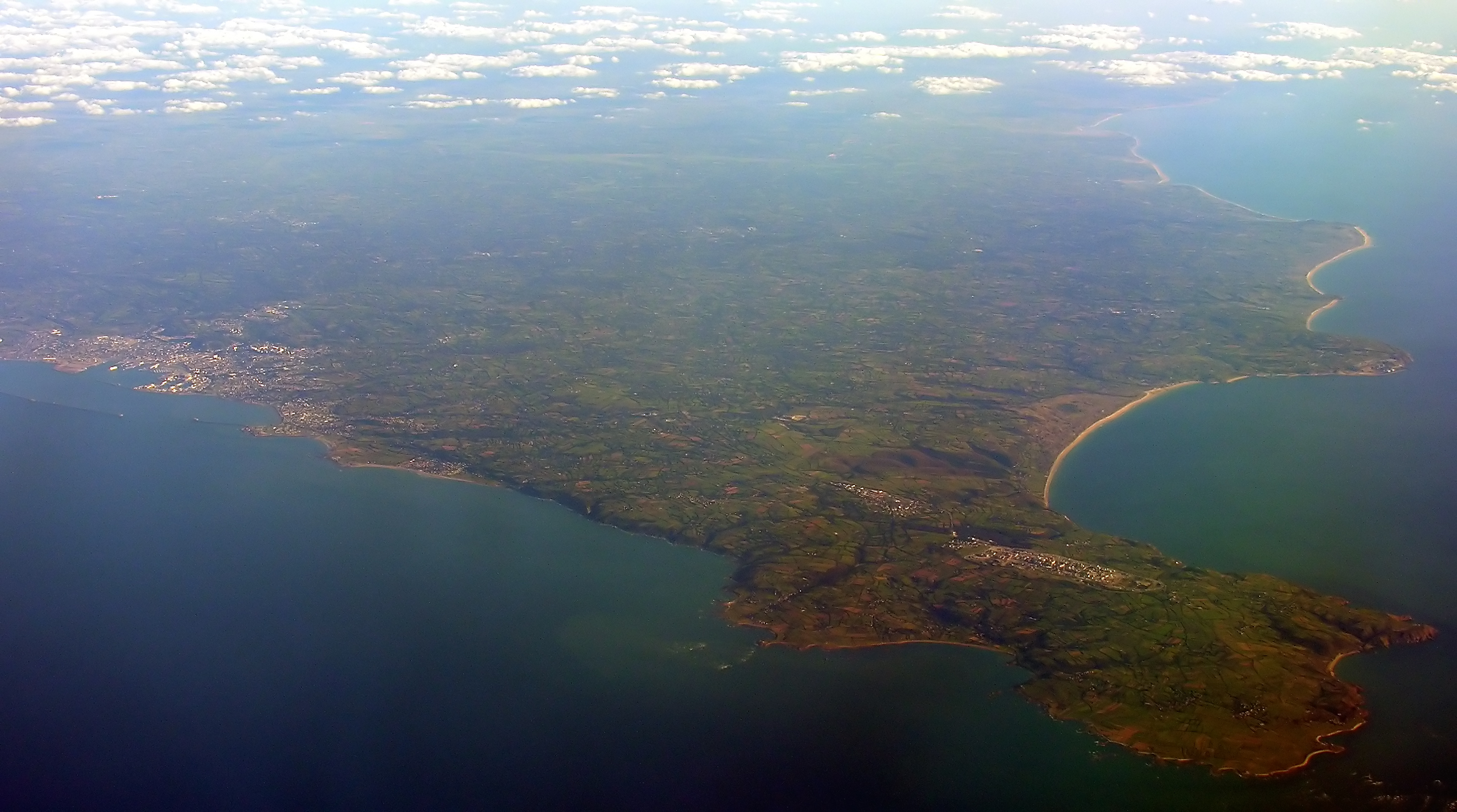
Cap de La Hague med Cherbourg till vänster

La Hague är en udde i Engelska kanalen på den nordvästra spetsen av halvön Cotentin ungefär 30 kilometer väster om Cherbourg i Normandie i Frankrike. Området är känt för sina landskap och sin välbevarade landsbygd. 

## Geografi
La Hague skiljs från Kanalöarna av Raz Blanchard. Det är en del av operationen Grand site national, Conservatoire du littoral har inlett en intensiv förvärvspolitik. Vid kusten finns tullvägen (GR 223).

## Geologi
Frankrikes äldsta bergarter finns vid kusten i Jobourg. Cadomisk granit finns i Auderville och variskansk granit i Flamanville å ena sidan och i Fermanville och Barfleur å andra sidan.
Med tanke på det exceptionella geologiska arvet är staden en kandidat för geoparkstatus, märkt av Unesco. Alla är inte av den uppfattningen att en global geopark och kärnkraftsanläggningarna (La Hague-reningsverket, kärnkraftverket i Flamanville och den militära hamnen i Cherbourg) är en lämplig kombination.

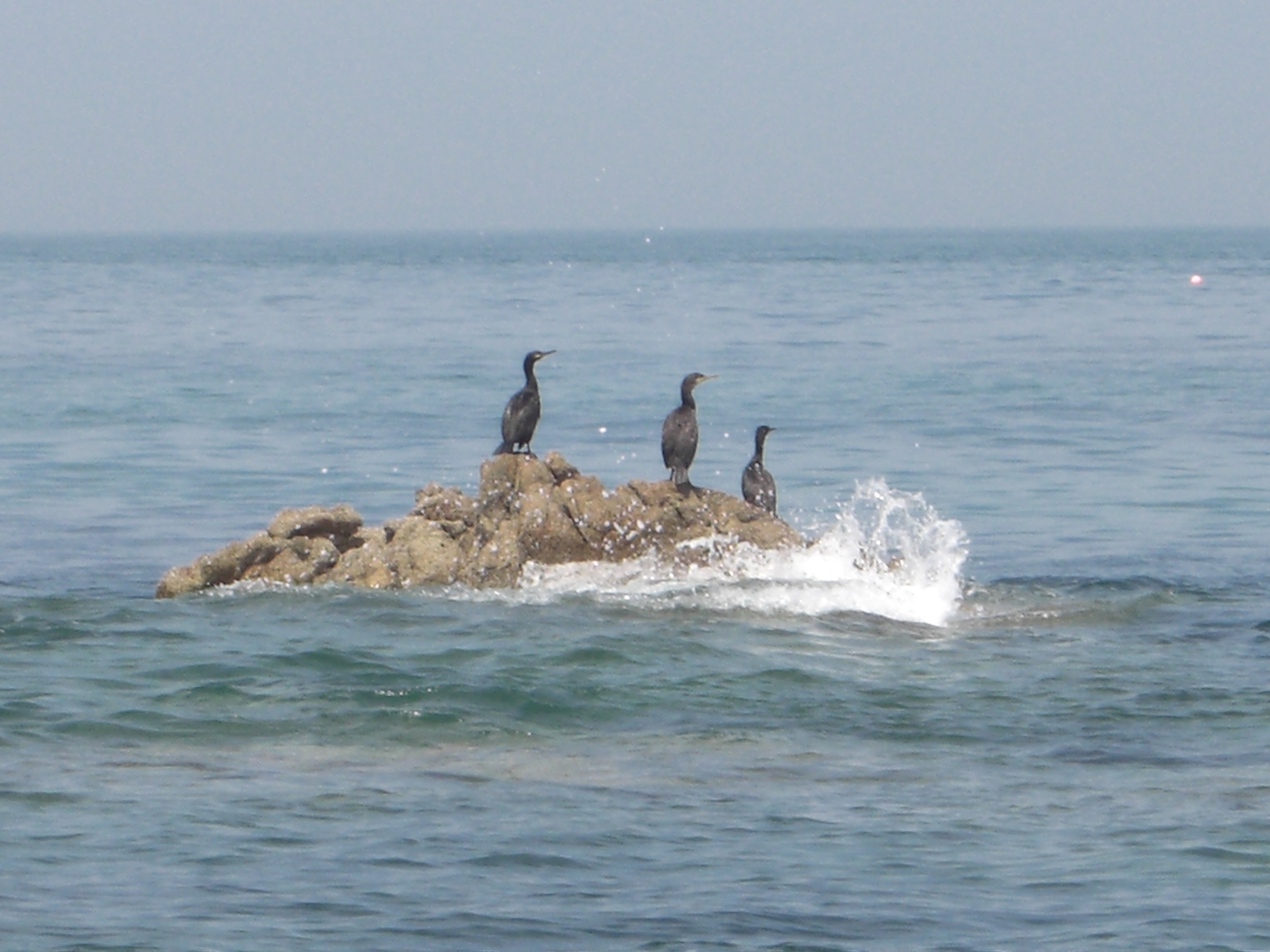
Skarvar.

## Växter och djur
I trädgårdarna, som skyddas från havsvindar av höga murar, finns det traditionellt många hortensior, kamelior och några palmer. La Hague har flera ornitologiska reservat (Jobourg, Les Herbeuses osv.), där fiskmås, tretåig mås, korp, skarv, stormfågel, havssula etc. finns.
Närheten till havet och Golfströmmens inflytande gör att regionen i allmänhet inte upplever kyla. Det är därför en viktig plats för flyttfåglar på vintern.. I den botaniska trädgården i Vauville finns många växter från Södra halvklotet.

## Energi
Tidvattenkraften kan utvecklas i sundet mot Alderney.

## Kärnkraft
I La Hague finns en upparbetningsanläggning för Radioaktivt avfall som startades 1967. Anläggningen var ursprungligen avsedd för metallavfall.
Denna anläggning, kärnkraftverket Flamanville och Soumarin i Cherbourg har sedan 1970-talet bildat Cotentintriangeln beträffande kärnkraft..
Den 28 januari 2013 utfärdade Autorité de sûreté nucléaire française, ASN, ett formellt meddelande om upparbetningsanläggningen i La Haag, varav sextio delar av utrustningen utgör en "betydande risk för säkerheten". Det noterade också "allvarliga brister" i dokumentationen. Se var den tredje varningen under ett år.